# Avèze, Gard
Avèze là một xã ở tỉnh Gard ở miền nam nước Pháp. Xã này có diện tích 4,14 kilômét vuông, dân số năm 1999 là 1013 người. Khu vực này có độ cao trung bình 252 mét trên mực nước biển.